# Berhane Ghebray
Berhane Ghebray (* 1938 in Addis Abeba, Kaiserreich Abessinien, heute: Äthiopien) ist ein äthiopischer Diplomat, Rechtsanwalt und Manager, der unter anderem zwischen 1979 und 1989 Botschafter in Belgien sowie von 1989 bis 1994 Generalsekretär der AKP-Gruppe war.

## Leben
Berhane Ghebray absolvierte ein Studium der Rechtswissenschaften an der Universität Toulouse und gehörte neben Hagos Gebre Yesus im Frühjahr 1959 zu den äthiopischen Vertretern beim Internationalen Studentenkongress in Lima. Nachdem er sein Studium an der Universität Toulouse mit einem Diplom abgeschlossen hatte, erwarb er einen Doktor der Philosophie an der Sorbonne, der Universität von Paris. 1964 gehörte er zu den Mitgründern der juristischen Fachzeitschrift The Journal of Ethiopian Law. Er war zeitweise im Rahmen des Fulbright-Programms als Gastgelehrter an der Columbia University sowie ferner Dozent für Rechtswissenschaften an der Universität Addis Abeba und trat in den diplomatischen Dienst des Kaiserreichs Abessinien ein. Er wurde 1979 Nachfolger von Lij Michaël Imru als Botschafter in Belgien sowie Ständiger Vertreter bei der Europäischen Gemeinschaft und verblieb in dieser Funktion bis 1989, woraufhin er durch Wolde Amanuel Hailu abgelöst wurde. Als solcher war er seit dem 1. März 1983 auch Präsident der AKP-Botschaftergruppe bei der EG.
Im Dezember 1989 wurde Berhane Ghebray als Nachfolger des aus Trinidad und Tobago kommenden Edwin W. Carrington zum Generalsekretär der Gruppe der afrikanischen, karibischen und pazifischen Staaten (AKP-Gruppe) gewählt, eine Internationale Organisation von zurzeit 79 Ländern in Afrika, der Karibik und dem Pazifik, die zumeist frühere Kolonien Frankreichs und Großbritanniens waren. Er galt damit aufgrund seiner „Nichtzugehörigkeit“ zu den englisch- beziehungsweise französischsprachigen Mitgliedstaaten als Kompromisskandidat. Diese Funktion bekleidete er bis 1994. Nachdem Carl Greenidge aus Guyana das Amt zwischen 1994 und 1996 kommissarisch bekleidet hatte, übernahm 1996 Ng’andu Peter Magande aus Sambia diesen Posten. Zuvor kam es zu einer erneuten einjährigen Auseinandersetzung der englisch- und der französischsprachigen Mitgliedstaaten der AKP-Gruppe wegen Berhane Ghebrays Nachfolge.
Nach Beendigung seiner Tätigkeit bei der AKP-Gruppe nahm er 1995 eine Tätigkeit als Rechtsanwalt in Addis Abeba auf und gründete die Anwalts- und Beratungskanzlei Berhane Ghebray and Associates. Später übernahm er auch Funktionen in der Wirtschaft und war Direktor der Bank of Abyssinia sowie als Vorsitzender des Board of Directors der Access Capital Services SC. Seit Juni 2011 ist er zudem Vorstandsvorsitzender des Board of Directors der Zemen Bank SC.

## Veröffentlichung
- L’Organisation de l’Administration locale en Ethiopie, 1969